# 저먼타운 전투
저먼타운 전투(The Battle of Germantown)는 미국 독립 전쟁 중 필라델피아 방면 전략 중의 하나로 1777년 10월 4일에 펜실베이니아의 저먼타운에서 대륙군과 영국군 사이에 벌어진 전투이다.
1777년 9월 26일에 영국군 찰스 콘월리스에게 필라델피아를 점령당한 대륙군은 조지 워싱턴 장군의 지휘로 필라델피아 북쪽 5마일(8 km) 떨어진 저먼타운에 주둔했던 윌리엄 하우 장군의 9,000명의 영국군 본대를 공격했다. 공격 타이밍을 맞추지도 못했고 또한 장비도 불충분한 대륙군은 공격에 실패했고, 영국군의 추격을 피해 화이트 마쉬로 철수했다.
이 전투 3일후인 10월 7일 북방의 새러토가에서 대륙군이 승리한 후 10월 17일 영국 북부 방면군이 항복했다. (새러토가 방면 작전). 워싱턴이 하우 군을 펜실베이니아에 묶어 두었기 때문에 영국군은 연계를 제대로 하지 못했다. 따라서 이 대륙군의 전략적 승리라는 생각도 있다.

## 같이 보기
- 미국 독립 전쟁
- 브랜디 와인 전투
- 새러토가 방면 전략